# Martín Troncoso
Martín Nicolás Troncoso (Maciá, Entre Ríos, 31 de enero de 1986) es un exfutbolista argentino.
Nació futbolísticamente en Colón y entre los clubes en que jugó, antes de llegar al equipo chileno, militó un año en el Espoli de Ecuador.

## Biografía
Hizo las divisiones inferiores en Martín Fierro de Maciá y salió campeón en la Alianza de Tala, Nogoyá y Victoria. Luego pasó a las categorías formativas de Colón, donde debutó en Primera División, en el Sabalero fue goleador histórico de las inferiores. Posteriormente, estuvo en Defensa y Justicia con Ricardo Rezza como entrenador. Después defendió los colores de 9 de Julio de Rafaela en el Torneo Argentino A y de ahí se fue a Ecuador donde jugó seis meses en el Espoli.
Luego tuvo un paso histórico por Villa San Carlos, donde salió campeón de la temporada 2013/2014 de la B metropolitana, Martín hizo varios goles ese torneo, pero el más importante fue el del 25/05/2013 vs. Barracas Central por la última fecha.
Luego jugó la Liga Pehuajense de fútbol en el club Calaveras, siendo campeón en este año 2016, y compañero del arquero Víctor Volpe, con quien salieron campeones en Villa San Carlos.

## Clubes
| Club                    | País      | Año         |
| ----------------------- | --------- | ----------- |
| Colón                   | Argentina | 2007        |
| Defensa y Justicia      | Argentina | 2008        |
| 9 de Julio de Rafaela   | Argentina | 2008 - 2009 |
| Espoli                  | Ecuador   | 2010        |
| Villa San Carlos        | Argentina | 2011 - 2014 |
| Iberia                  | Chile     | 2014 - 2015 |
| Club Martín Fierro      | Argentina | 2015        |
| Calaveras (Pehuajó)     | Argentina | 2016 - 2017 |
| Independiente (Bolívar) | Argentina | 2018        |